# Kingdom Hearts: Melody of Memory
Kingdom Hearts: Melody of Memory est un jeu vidéo d'action rythmique développé et édité par Square Enix, sorti en novembre 2020 sur PlayStation 4, Xbox One et Nintendo Switch. Il s'agit du quatorzième épisode de la série Kingdom Hearts. Le jeu propose plus de 140 chansons de la série et la possibilité de jouer avec plus de 20 personnages. De plus, l'histoire de Kairi se poursuit depuis la fin du Contenu téléchargeable de Kingdom Hearts III Re:Mind. 

## Système de jeu
Kingdom Hearts: Melody of Memory est un jeu d'action rythmique comprenant plus de 140 chansons de la série Kingdom Hearts et de Disney. Le jeu propose de jouer en solo ou multijoueur, avec quatre modes de jeu différents, y compris des batailles en ligne,. Le système de jeu de Melody of Memory a été comparé à Theatrhythm Final Fantasy. La traversée entre chacun des mondes se fait via le vaisseau Gummi, un système utilisé dans les précédents jeux Kingdom Hearts.  

## Histoire

### Mondes
Melody of Memory visite de nombreux mondes de l'univers Disney des jeux précédents de la série, y compris Agrabah (Aladdin), Atlantica (La Petite Sirène) et Wonderland (Alice au pays des merveilles). De plus, le jeu continue l'histoire de Kairi depuis la fin de Kingdom Hearts III.  

### Personnages
Plus de 20 personnages de la série sont jouables dans le jeu,  y compris Sora, Donald Duck, Dingo, Riku, Hercule et Aladdin. 

### Scénario
Kairi s'était endormie afin que l'équipe de chercheurs du laboratoire d'Ansem le Sage tentent de trouver un indice (sur la situation de Sora) dans sa mémoire.
Après avoir exploré différents souvenirs de différentes aventures, Kairi atterrit dans le Monde Final, là où une apparition de Maître Xehanort fait opposition. Kairi affronte l'apparition, étant responsable de ses souffrances. Alors qu'elle est en mauvaise posture, la Keyblade de Sora se matérialise dans sa main. Grâce aux pouvoirs de Sora, elle réussit à vaincre le revenant. Le Maitre du passé l'avertit qu'un "monde de l'autre côté" pourrait rendre sa tâche difficile.
Kairi se réveille et raconte son parcours aux chercheurs. Ils s'interrogent et concluent qu'un monde fictif, inexistant pourrait apparaître dans un endroit qui n'appartient ni aux ténèbres, ni à la lumière. Alors que Riku entre dans le laboratoire afin de prendre des nouvelles, Fée marraine apparaît. Cette dernière aurait été envoyée par Yen Sid pour aider nos héros. La Fée révèle qu'une "troisième clé" serait nécessaire pour retrouver Sora, "une personne avec une volonté de fer et un rêve très précieux". Marraine se téléporte, elle, ainsi que Riku et Kairi. Ils apparaissent dans le Monde Final.  
Dans le monde dénué de vie, d'innombrables étoiles se manifestent autour du Trio. La bonne Fée remarque l'une de ces étoiles, qui s'avère être la "dernière clé". La magicienne révèle que l'étoile inconnue viendrait du "monde de l'autre coté", et qu'elle aurait perdu son apparence. L'inconnue se met à parler et déclare avoir rencontré Sora. Riku indique que son ami serait dans une ville rempli de grands immeubles, l'étoile révèle alors qu'il s'agirait de "Quadratum". Grâce à la volonté de cet être sans nom, un portail apparaît. Riku emprunte alors le portail afin de retrouver Sora dans la ville mystérieuse.

## Développement
En janvier 2020, en discutant de l'avenir de la série Kingdom Hearts, le créateur de jeu Tetsuya Nomura a révélé que deux nouvelles équipes de développement travaillaient sur le contenu Kingdom Hearts en dehors du contenu téléchargeable de Kingdom Hearts III Re Mind et du jeu mobile Kingdom Hearts χ. Il a ajouté que l'un de ces jeux "sortirait plus tôt que vous ne le pensez". En juin 2020, Square Enix a annoncé que Kingdom Hearts: Melody of Memory arriverait en 2020 sur Nintendo Switch, PlayStation 4 et Xbox One. Melody of Memory sera le premier jeu Kingdom Hearts à sortir sur Nintendo Switch.  
Kingdom Hearts: Melody of Memory est sorti sur Nintendo Switch, PlayStation 4 et Xbox One dans le monde entier en novembre 2020 et sortira sur PC le 30 mars 2021 sur Epic Game Store avec d'autres jeux de la série.  